# 車城鄉 (台灣)
22°04′26″N 120°42′51″E / 22.073941°N 120.714276°E

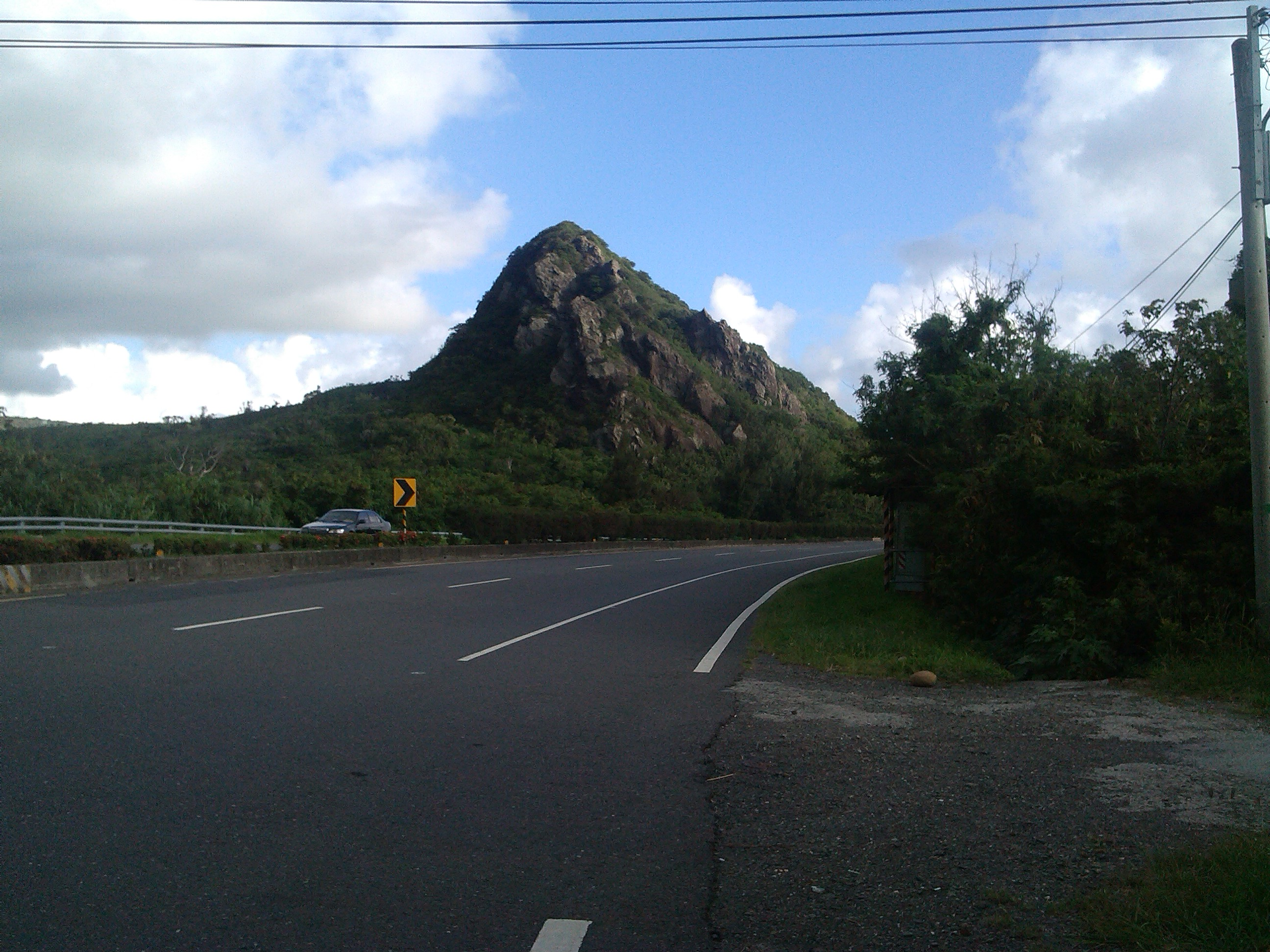
車城小尖山

車城鄉（白話字：Chhâ-siâⁿ-hiong），舊稱「柴城」，位於臺灣屏東縣南方西側，北臨枋山鄉、獅子鄉、牡丹鄉，東南與滿州鄉為界，西濱台灣海峽，南接恆春鎮。
全鄉地處恆春半島，以低緩的丘陵地形為主，有四重溪、保力溪流經鄉境。氣候屬熱帶季風氣候，每年10月到隔年2月因受地形影響，均有強勁的落山風吹襲。

## 歷史

### 地名由來
荷蘭人統治臺灣時，此地為排灣族領土，依當地原住民排灣族之發音記為 Kabeyawan，漢人譯寫作龜壁灣（閩南語：ku-piah-uan）。明鄭時期，鄭經派軍至此殖民屯田，因令部將「統領」兵士駐守，故命名為統領埔，並逐漸形成庄村。
清康熙末年至雍正年間，該地區因原住民欲收復，遂構築木柵於四周作為防禦，故有柴城之稱。乾隆五十三（1788年），福康安率軍討伐林爽文黨夥莊大田時，水師即登陸於此地，其後為紀念而稱為福安庄或福安城。
至於車城一名，日人伊能嘉矩認為是「柴城」發音上的訛誤。另一說法則指稱曾有原住民大軍臨城，庄民利用搬運木炭的牛車數十臺駐列作為防禦，因而將柴城改稱車城。另外，車城鄉有客家聚落，客語裡的「車」與閩南語的「柴」同音，因此有一種說法是客家人紀錄的另一種寫法。

### 發展沿革
遠在荷蘭人統治臺灣時，車城地區即有原住民排灣族在此生活。當地原本是一片密林，原住民稱之為 Kabeyawan，漢人記為「龜壁灣」。
南明永曆十八年（1664年），鄭經曾派遣部將於龜壁灣登陸，開始殖民屯田。因部將「統領」兵士於此駐守，故命名為「統領埔」（今統埔村），其後逐漸聚居而形成庄村。
清康熙二十二年（南明永曆三十七年，1683年）七月鄭克塽降清，臺灣西部納入清朝版圖。康熙二十三年（1684年）四月設臺灣府，劃屬福建省，下置臺灣、鳳山、諸羅三縣，本地被劃屬鳳山縣所轄。
康熙三十五年（1696年），閩南人陸續遷至車城地區，先後建立新街、射寮、埔墘、後灣仔等村落。自康熙末年至雍正年間，統領埔已成為閩人開拓恆春半島的根據地。由於當地原住民屢次計劃光復此地，遂構築木柵於四周以作為防禦，故有「柴城」之稱。至乾隆末年，已逐漸形成街肆。乾隆五十三年（1788年），陝甘總督大學士福康安率軍討伐林爽文黨夥莊大田時，水師即登陸於車城，之後為紀念勝利而稱車城為「福安庄」（或福安城），並於庄內的福德廟立碑以歌頌功勞。
同治十年（1871年），琉球國船隻漂流至今日牡丹鄉附近，琉球船員侵入牡丹鄉，被當地原住民出草，當時琉球國同時向清朝和日本朝貢，故日本政府派兵前往事發地點。同治十三年（1874年）5月22日，日軍進抵石門，當地原住民據險以抗。最後日軍陸戰隊攀上峭壁居高臨下，情勢逆轉，原住民敗逃。在此役中，牡丹社酋長阿祿古父子身亡。6月1日起日軍分三路掃蕩牡丹社、高士佛社、女仍社等原住民部落，沿途只有小規模抵抗，佔領後焚燒村屋並撤回射寮營地。7月1日，牡丹社、高士佛社、女仍社終於投降，是為牡丹社事件。9月22日，清廷與日本簽訂《北京專約》，給予受難者撫恤金，並收購日本在當地修築的道路、房舍。
光緒十八年（1892年），恆春縣轄境計分13里，本鄉隸屬於興文里、仁壽里、咸昌里與德和里。日明治三十七年（1904年），本地屬恆春廳，分隸於興文里、咸昌里及德和里。其後恆春廳改為恆春支廳，本鄉仍舊隸屬於興文里、咸昌里與德和里。大正九年（1920年）日人重劃行政區域，本地改隸高雄州恆春郡車城，分7個大字：車城（今福興村、福安村、統埔村）、保力（今保力村）、田中央（今田中村）、海口（今海口村）、新街（今新街村）、四重溪（今溫泉村）、射寮（今後灣村、埔墘村、射寮村）。
民國三十四年（1945年）中華民國接管臺灣後，再劃車城保為福興和福安兩村，與田中村（原名田中央）、溫泉村（原名四重溪）、後灣村（原名後灣仔）、統埔村、海口村、保力村、新街村、埔墘村、射寮村共11村，同為車城鄉之轄區。

## 地理

### 地形
車城鄉在地形上包括東部的丘陵地區，西部的平原地區及海岸平原三部分。東部丘陵地區為中央山脈的末端，高度多在400公尺以下。全鄉最高峰位於蚊罩山主峰南方標高約635公尺的肩狀稜線上，為本鄉與獅子鄉、牡丹鄉三鄉的交界處。
鄉境最大的平原為恆春縱谷平原北段，主要由四重溪、保力溪沖積而成，為本鄉主要的農業地區，盛產洋蔥。四重溪河谷平原位於四重溪的中游地區，即石門至二重溪聚落西邊的山口處，全長約5公里，平均寬度約800公尺。最寬處在支流大梅溪注入處，約達1,200公尺。

### 水文
車城鄉主要的河川為四重溪、保力溪兩大水系，另有竹坑溪、社皆坑溪等獨立小溪流。四重溪又名車城溪，全長31.91公里，流域面積124.88平方公里，是恆春半島最長的河川。該溪上游位於牡丹鄉境內，在石門流入車城鄉境，於四重溪聚落南側匯集支流大梅溪後，於二重溪聚落西側流出丘陵地區，進入恆春縱谷平原，最終於清港嘴南側注入台灣海峽。
保力溪全長14.94公里，流域面積105.23平方公里，在鄉內均僅次於四重溪。該溪有兩個主要源流，西源為竹社溪，源於五重溪山南坡，東源為大石板溪，源於滿州鄉四林一帶。兩源匯合之後，始稱保力溪。該溪流至保力村大埔聚落後，成為車城鄉與恆春鎮的界河。於恆春縱谷平原上匯集來自恆春鎮的支流網紗溪後，再度進入鄉境，隨後於射寮港注入台灣海峽。

### 氣候
車城鄉氣候屬於熱帶季風氣候，每年10月到隔年2月因受地形影響，均有強勁的落山風吹襲。境內並無氣象站，但因距離恆春氣象站甚近，故可參考該站之氣象紀綠。
| 恆春（1971年至2000年） | 恆春（1971年至2000年） | 恆春（1971年至2000年） | 恆春（1971年至2000年） | 恆春（1971年至2000年） | 恆春（1971年至2000年） | 恆春（1971年至2000年） | 恆春（1971年至2000年） | 恆春（1971年至2000年） | 恆春（1971年至2000年） | 恆春（1971年至2000年） | 恆春（1971年至2000年） | 恆春（1971年至2000年） | 恆春（1971年至2000年） |
| 月份                   | 1月                    | 2月                    | 3月                    | 4月                    | 5月                    | 6月                    | 7月                    | 8月                    | 9月                    | 10月                   | 11月                   | 12月                   | 全年                   |
| ---------------------- | ---------------------- | ---------------------- | ---------------------- | ---------------------- | ---------------------- | ---------------------- | ---------------------- | ---------------------- | ---------------------- | ---------------------- | ---------------------- | ---------------------- | ---------------------- |
| 平均高温 °C（°F）      | 24.3 (75.7)            | 25.1 (77.2)            | 27.2 (81.0)            | 29.5 (85.1)            | 30.9 (87.6)            | 31.3 (88.3)            | 31.7 (89.1)            | 31.4 (88.5)            | 31.1 (88.0)            | 29.7 (85.5)            | 27.3 (81.1)            | 25.0 (77.0)            | 28.7 (83.7)            |
| 平均低温 °C（°F）      | 17.8 (64.0)            | 18.3 (64.9)            | 20.0 (68.0)            | 22.2 (72.0)            | 23.9 (75.0)            | 25.1 (77.2)            | 25.4 (77.7)            | 25.1 (77.2)            | 24.5 (76.1)            | 23.7 (74.7)            | 21.7 (71.1)            | 19.2 (66.6)            | 22.2 (72.0)            |
| 平均降水量 mm（）      | 25.7 (1.01)            | 27.7 (1.09)            | 19.9 (0.78)            | 43.5 (1.71)            | 163.9 (6.45)           | 371.3 (14.62)          | 396.3 (15.60)          | 475.2 (18.71)          | 288.3 (11.35)          | 141.9 (5.59)           | 43.2 (1.70)            | 20.6 (0.81)            | 2,017.5 (79.43)        |
| 平均相對濕度（％）     | 72.6                   | 73.7                   | 74.4                   | 75.4                   | 78.5                   | 83.6                   | 83.3                   | 84.0                   | 79.7                   | 74.0                   | 70.8                   | 70.7                   | 76.7                   |
| 月均日照時數           | 171.7                  | 168.4                  | 206.9                  | 205.3                  | 201.8                  | 192.8                  | 227.5                  | 197.1                  | 192.1                  | 200.0                  | 178.0                  | 162.0                  | 2,303.6                |
| 来源：中央氣象局       |                        |                        |                        |                        |                        |                        |                        |                        |                        |                        |                        |                        |                        |

### 人口
根據屏東縣恆春戶政事務所統計，2024年底車城鄉戶數約3.5千戶，人口約7.8千人，鄉內人口最多與最少的村分別是福興村與統埔村，2024年底兩村人口分別為1,468人與374人。

## 政治

### 歷任首長
| 屆次 | 任別 | 姓名   | 黨籍       | 到任日期       | 卸任日期       | 備註 |
| ---- | ---- | ------ | ---------- | -------------- | -------------- | --- |
| 官派 |      | 張福龍 |            | 1946年1月16日  | 1950年12月12日 | |
| 1    | 1    | 陳振茂 |            | 1950年12月12日 | 1952年11月1日  | |
| 1    | 代理 | 陳番   |            | 1952年11月1日  | 1953年5月6日   | 陳振茂鄉長因選上縣議員要就任，其鄉長任期尚有四個月，故屏東縣政府指派當時任職於恆春區署民政組組長陳番擔任代理鄉長 |
| 2    | 2    | 張德興 |            | 1953年5月6日   | 1956年5月5日   | |
| 3    | 3    | 林元通 |            | 1956年5月6日   | 1959年12月31日 | |
| 4    | 4    | 林三江 |            | 1960年1月1日   | 1964年1月1日   | |
| 4    | 代理 | 曾義幸 |            | 1964年5月1日   | 1964年7月15日  | |
| 4    | 代理 | 曾仕民 |            | 1964年7月16日  | 1965年6月28日  | |
| 5    | 5    | 林三江 |            | 1965年6月30日  | 1968年2月29日  | |
| 6    | 6    | 林元通 |            | 1968年3月1日   | 1970年6月10日  | 任內逝世 |
| 6    | 7    | 王榮輝 |            | 1970年8月1日   | 1973年3月31日  | |
| 7    | 8    | 林三江 |            | 1973年4月1日   | 1977年12月30日 | |
| 8    | 9    | 林昭懋 | 中國國民黨 | 1978年1月1日   | 1982年2月28日  | |
| 9    | 9    | 林昭懋 | 中國國民黨 | 1982年3月1日   | 1986年2月28日  | |
| 10   | 10   | 黃春海 | 中國國民黨 | 1986年3月1日   | 1990年2月28日  | |
| 11   | 10   | 黃春海 | 中國國民黨 | 1990年3月1日   | 1994年2月28日  | |
| 12   | 11   | 張英和 | 中國國民黨 | 1994年3月1日   | 1998年2月28日  | |
| 13   | 12   | 林昭懋 | 中國國民黨 | 1998年3月1日   | 2002年2月28日  | |
| 14   | 13   | 林顯水 | 中國國民黨 | 2002年3月1日   | 2006年2月28日  | |
| 15   | 13   | 林顯水 | 中國國民黨 | 2006年3月1日   | 2010年2月28日  | |
| 16   | 14   | 林錫章 | 民主進步黨 | 2010年3月1日   | 2014年10月23日 | 因涉及工程弊案遭法院收押，依地方制度法規定停職                                                                   |
| 16   | 代理 | 賴耀熙 |            | 2014年10月31日 | 2014年12月25日 | 屏東縣政府指派代理鄉長                                                                                           |
| 17   | 15   | 張春桂 | 無黨籍     | 2014年12月25日 | 2018年12月25日 | |
| 18   | 15   | 張春桂 | 無黨籍     | 2018年12月25日 | 2022年12月25日 | |
| 19   | 16   | 陳政雄 | 無黨籍     | 2022年12月25日 |                | |

資料來源：《車城鄉志》

### 鄉政組織

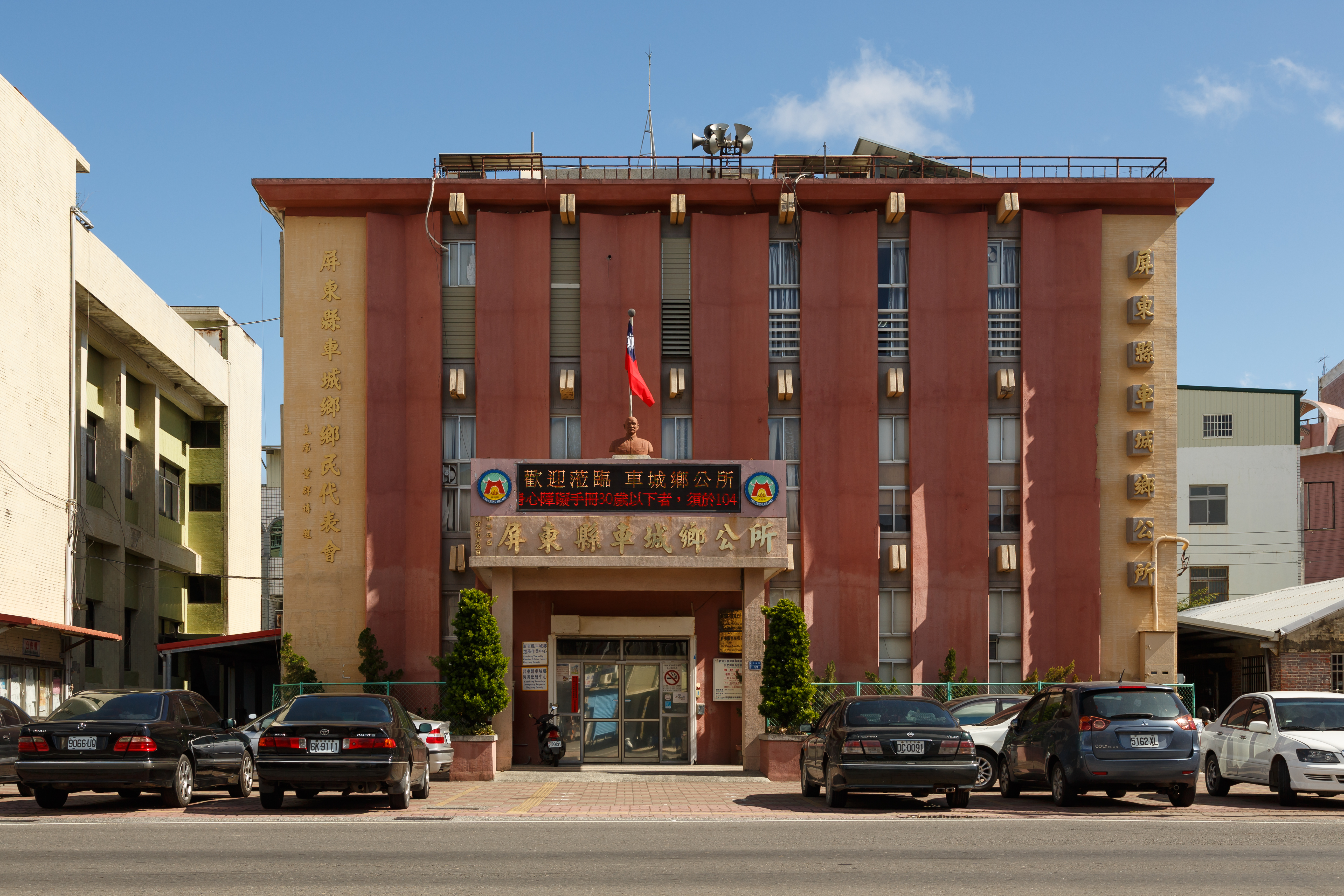
車城鄉公所

車城鄉公所是車城鄉最高層級的地方行政機關，在中華民國政府架構中為鄉自治的行政機關，同時負責執行縣政府及中央機關委辦事項。車城鄉的自治監督機關為屏東縣政府。鄉長由全體鄉民直接選舉產生，任期為四年，可連選連任一次。車城鄉公所並置鄉政會議，為鄉政最高決策機構，在鄉長之下，設有5課3室等8個內部單位及4個附屬機關。
車城鄉民代表會是車城鄉的最高民意機關，代表車城鄉全體鄉民立法和監察鄉政。鄉民代表由公民直選選出，任期為四年，可連選連任。車城鄉民代表會共有7位鄉民代表，分別為第一選區1席鄉民代表、第二選區3席鄉民代表、第三選區1席鄉民代表、第四選區2席鄉民代表，主席、副主席由7位鄉民代表互選產生。

### 行政區
現今車城鄉行政範圍的確立，來自於1920年，日本將臺灣十二廳改為五州二廳，設車城庄屬高雄州恆春郡。車城庄轄車城、保力、田中央、海口、新街、四重溪、射寮等7個大字。1945年，改為「車城鄉」，屬高雄縣恆春區。1950年，調整行政區域，車城鄉改隸新成立的屏東縣。車城鄉的行政區劃轄有田中村、海口村、福興村、福安村、統埔村、溫泉村、保力村、新街村、埔墘村、射寮村、後灣村等11個村，共計131個鄰。
| 車城鄉行政區劃                                                                                        |
| 海 口 村 田中村 統 埔 村 a 福安村 溫 泉 村 保 力 村 新街村 b c 後 灣 村 a：福興村 b：埔墘村 c：射寮村 |

## 產業
車城鄉的產業結構以農、漁業等一級產業為主，其中農業人口佔全鄉總人口數的31%。至於工、商業方面，由於位置偏遠、資源貧乏，發展極為困難。
鄉內平原地區因有灌溉之利，主要生產洋蔥、西瓜與水稻等農作物，其中洋蔥、西瓜種植面積大、產值高，為本鄉的特色農產品。丘陵地區因土地貧瘠與缺水，難以栽培農作物。。
洋蔥是車城鄉農作物的大宗，遠近馳名。由於本鄉的氣候適宜洋蔥生長，落山風亦恰可吹走蟲害與霧氣，有效促進蔥球成熟，且便於採收後的晒乾及儲藏；加上本鄉緯度低，種植短日品種的洋蔥，只需要四個月就能收成。洋蔥也因日照期較短，水分多、口感好，頗受海內外各地消費者歡迎。全鄉現有洋蔥栽種區為300公頃，全年的總產量約2萬公噸，分別占全台總耕種面積與產量的48%與63%。由此可見本鄉是全國洋蔥的主要生產地，因而享有「洋蔥王國」的美譽。
車城鄉的西瓜收成時間為全台最早，為鄉內另一項重要農產品。西瓜耐乾不耐濕，適合本鄉排水良好且土層深厚之鬆軟土壤種植。加上恆春半島冬季因有落山風吹襲，夜間露水少，所產西瓜又大又香甜可口。本鄉主要的西瓜栽培區是溫泉村四重溪附近，播種期約在每年的9月，亦即在第二期稻作收成之後，並可在當年底或隔年初採收。本鄉在1980年代是種植西瓜的鼎盛時期，當時全鄉西瓜種植面積約有183公頃，年產量達3,294公噸。其後西瓜種植規模逐年縮減，2001年本鄉西瓜種植面積為57公頃，年產量684公噸。
車城鄉海岸線長，漁業尚稱發達。沿海漁業主要使用小型漁船或馬達舢舨補撈，年產量約10萬公噸。內陸養殖漁塭面積約有78.4公頃，年產量約270公噸。其中淡水漁塭面積略多，主要養殖鰻魚、鱸魚、泰國蝦等；鹹水魚塭則以養殖草蝦為主。

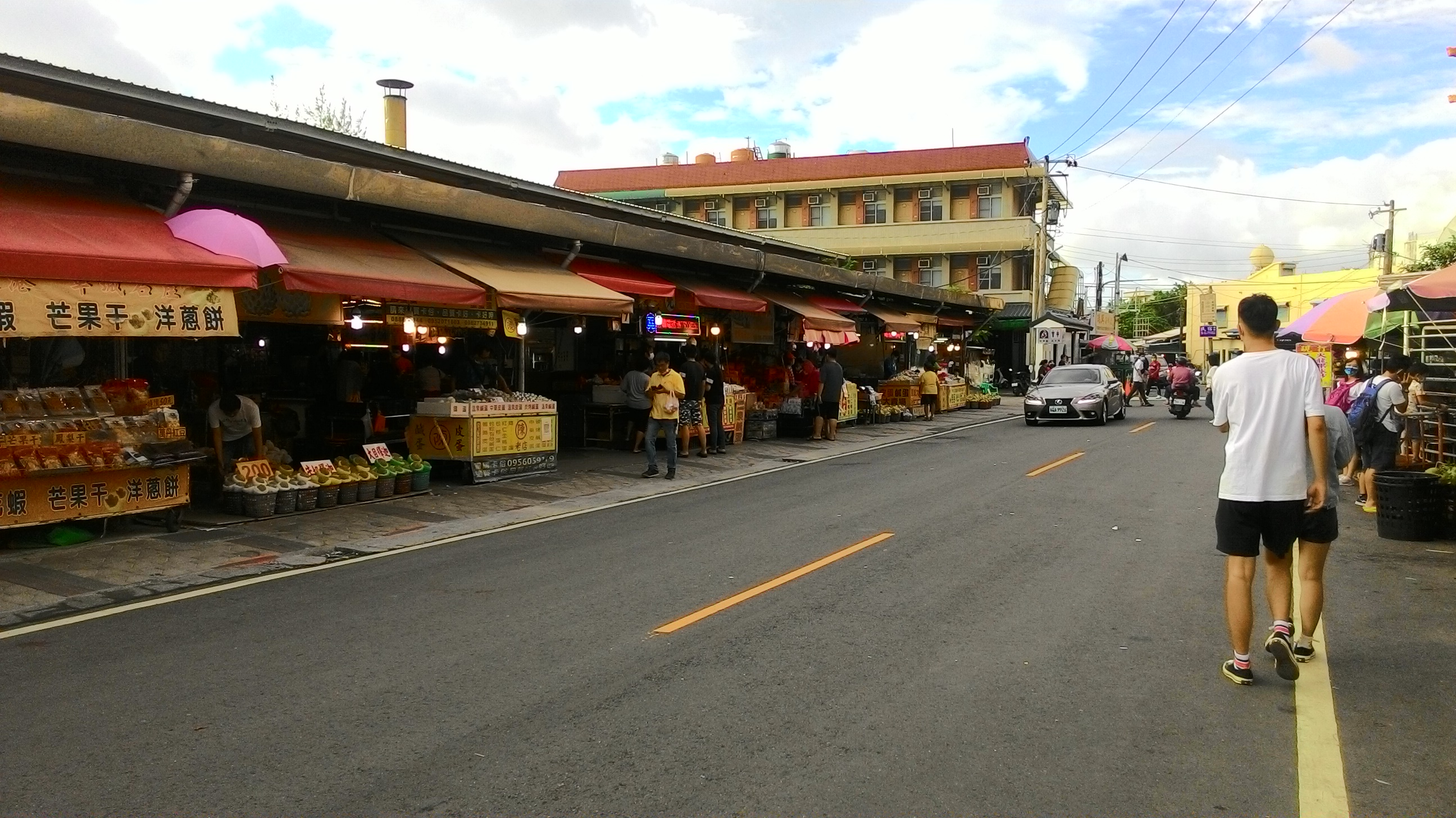
車城福安宮市集

## 寺廟與民俗

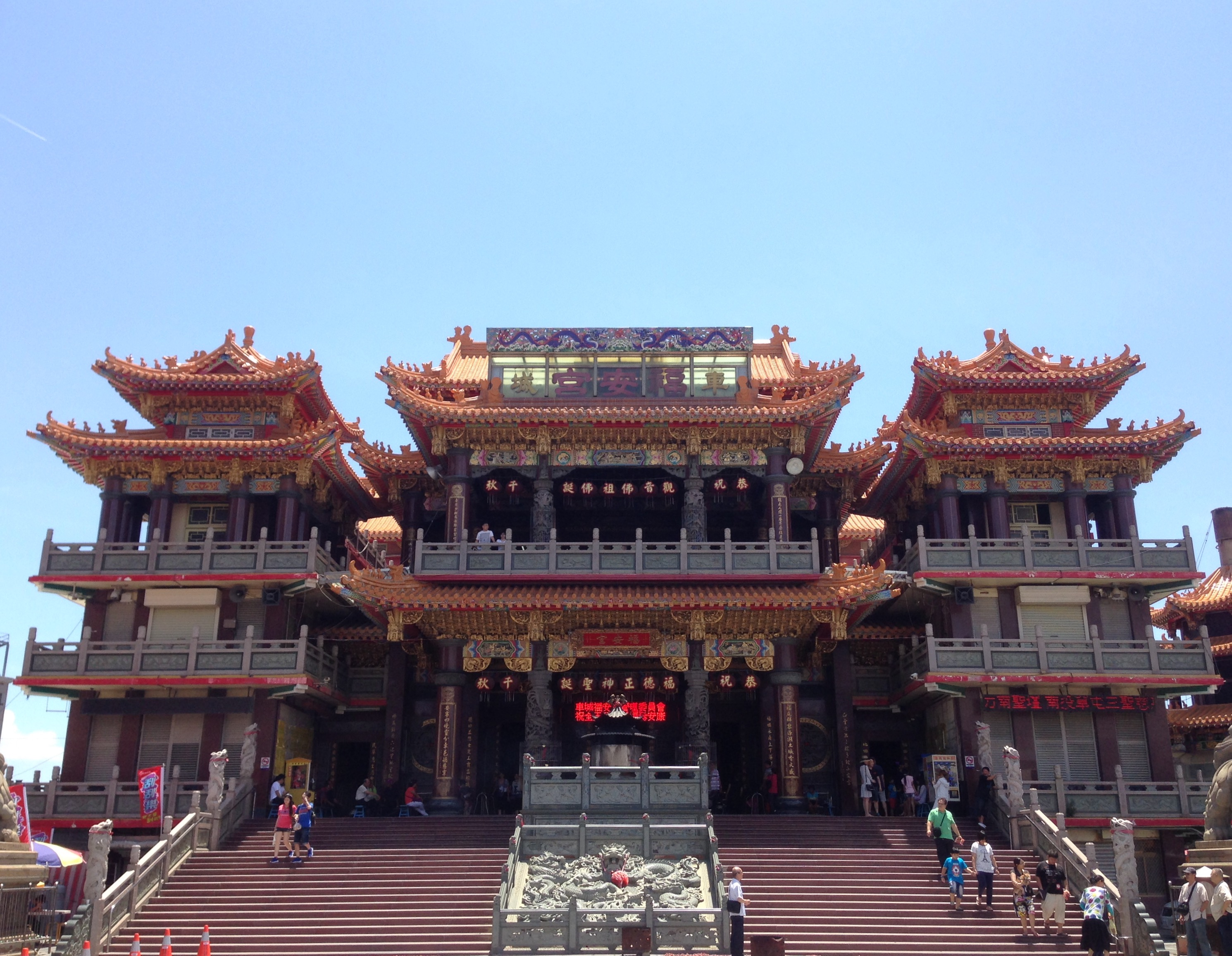
車城福安宮

車城福安宮是位於福安村的一座土地公廟，創建於明永曆年間，歷史相當悠久。它的建築格局和一般的土地公廟大不相同，是採用中國北方宮殿形式構造，為三進六層樓的建築，外觀宏偉、金碧輝煌，號稱是全台灣乃至於東南亞最大的土地公廟。每年的農曆八月十五日之前，許多外地大小進香團前來參拜進香，廟前廣場都會舉辦盛大的廟會慶典，是恆春、車城當地的信仰中心。

## 古蹟
石門古戰場位於車城鄉溫泉村東北方與牡丹鄉交界處的石門，距離四重溪聚落約3公里，是牡丹社事件發生地點。石門是由海拔370公尺的虱母山以及海拔450公尺的五重溪山斷崖夾峙而成，兩側絕壁相當陡峭，其間相隔僅有四丈，又有四重溪急流奔騰，形勢極為險要，為易守難攻之地形。西邊斷崖下有窄道，為通牡丹鄉之隘口，儼然如門戶一般，「石門」因此而得名。
日治時期，殖民政府曾於昭和十一年（1936年）在石門古戰場山丘上興建「西鄉都督遺跡碑」，以紀念西鄉從道的作戰勝利。中華民國接管臺灣後，屏東首任縣長張山鐘認為該碑有辱國風，因而撤換成「澄清海宇還我河山」碑，以表彰原住民誓死不屈的情操。日本殖民政府亦另於虱母山立有「征蕃役戰死病殁忠魂碑」，藉以紀念牡丹社事件中陣亡的日本軍人。如今原碑已遺失，僅留底座，並遷建於西鄉都督遺跡碑之側。
大日本琉球藩民五十四名墓，埋葬八瑤灣事件遇害琉球人的墳墓。

## 教育

### 大專院校
- 國立東華大學海洋科學學院
- 國立屏東大學車城校區（規劃中）

車城鄉原本並無高中職以上學校。2004年，國立東華大學與國立海洋生物博物館合作，於此設立海洋科學學院，其下設有海洋生物科技研究所、海洋生物多樣性及演化研究所；另外原國立屏東教育大學（現為國立屏東大學）於2010年4月15日取得車城鄉內一處12公頃土地做為該校之「車城校區」，計畫設置「海洋文化休閒與自然生態產業體驗區」。

### 國民中學
- 屏東縣立車城國民中學

車城國中設立於1968年，校地面積5.4公頃，為車城鄉唯一的國民中學。除一般教室及學生活動中心外，另有專科教學大樓一棟，其內部有家政教室、電腦教室、音樂教室、視聽教室及圖書館等。2006學年度起，招收體育班、資源式數理資優班各一班，另推動小提琴社團及合唱團活動，發展學校教育特色。

### 國民小學
- 屏東縣立車城國民小學

車城國小前身為日治時期的車城公學校，設立於1901年（明治三十四年）。1950年代，因車城地區人口增加，曾先後設立溫泉、保力、射寮三所分校，其後並分別獨立設校。2000年代中期，因鄉村人口朝都市集中，加上生育率降低，三所學校又再度併入成為分校。

## 交通

### 公路

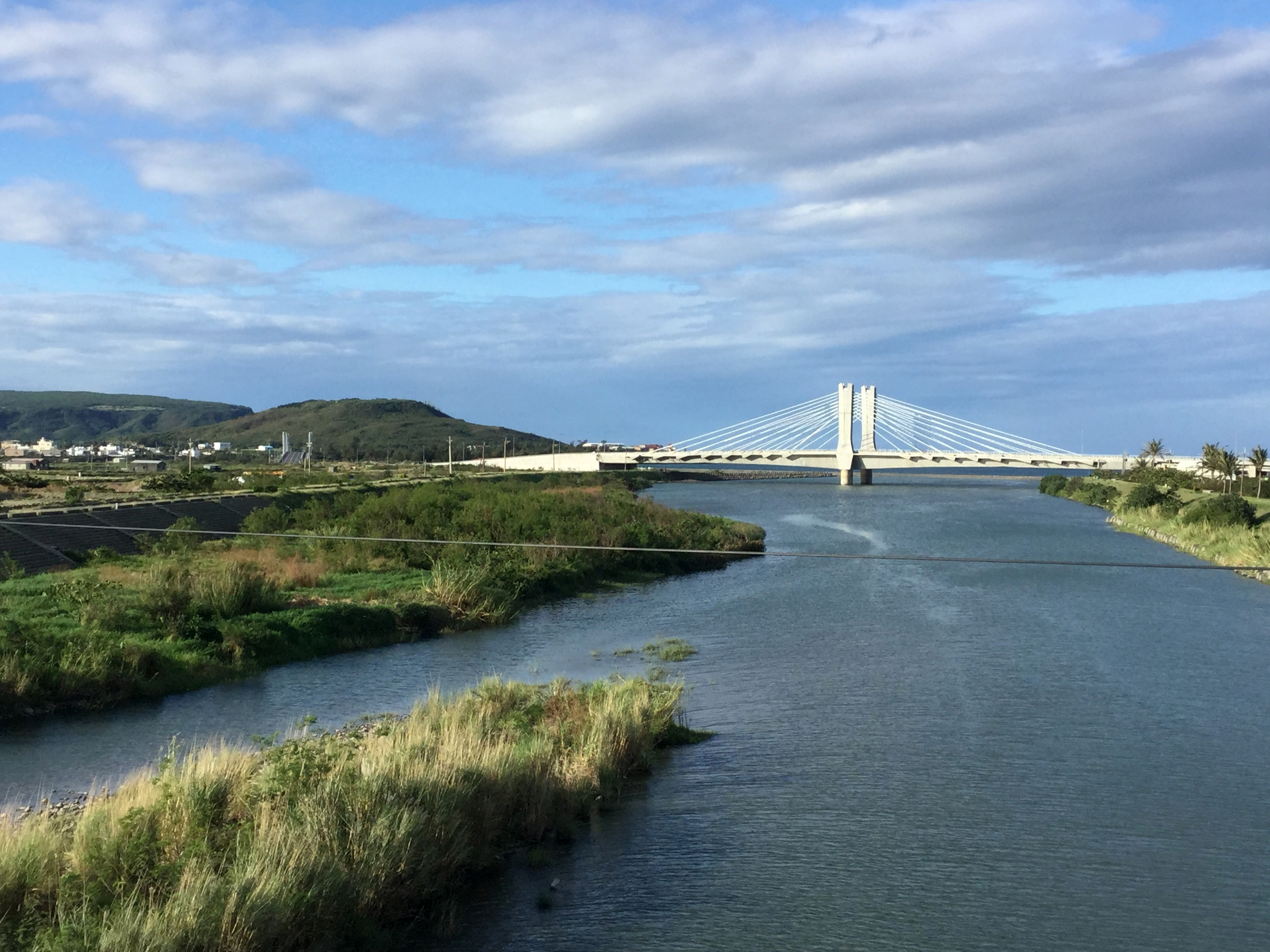
車城濱海景觀道路福安大橋

省道台26線又稱「屏鵝公路」，由北而南貫穿車城鄉西部地區，是全鄉最重要的交通要道。由此往北可達枋山鄉楓港聚落，可接上省道台1線前往屏東市、高雄市及台灣西部各地，或接上省道台9線前往臺東、花蓮及台灣東部各地；往南則可前往恆春鎮鵝鑾鼻。
縣道199號為車城鄉通往牡丹鄉的主要道路，也是前往台東的一條替代路徑。該縣道西端始於車城鬧區與省道台26線交會處，沿四重溪谷地向東北行，經二重溪、四重溪等聚落後，於石門古戰場附近進入牡丹鄉境，經石門、牡丹、東源等聚落後，沿獅子鄉與車城鄉、台東縣達仁鄉之邊界繞行，最終於壽峠接上省道台9線，再前往東部各地。
鄉道屏151線是海口至恆春鎮竹城子的道路，沿途經過統埔、山腳、保力等聚落。鄉道屏152線是海口繞經海岸地帶至車城市區南側的道路，前段為車城濱海景觀道路。鄉道屏155線是新街至恆春鎮大光的道路，沿途經過射寮、頭溝、四溝、赤崁、草潭、砂尾堀等聚落。鄉道屏156線是保力經牡丹鄉四林村至滿州鄉長樂村的道路，起點位於保力西側的省道台26線路口，沿途經過保力、大埔、竹社、四林等聚落。

### 鐵路規劃
為疏解墾丁國家公園所帶來的恆春半島連外交通問題，交通部運輸研究所及交通部鐵路改建工程局曾先後辦理興建區域性鐵路的可行性研究與先期規劃。所研擬的臺鐵恆春線鐵路係自內獅車站與南迴線分歧後通往恆春，並有一條支線通往國立海洋生物博物館。但由於2005年5月3日中華民國交通部進行「恆春半島研議中之鐵路及國道南延案競合分析」結論建議應先以鐵路電氣化延伸至枋寮再以觀光巴士接駁轉運，故計畫已擱置。而恆春居民仍持續提出興建的訴求，甚至成為各黨派的政見。交通部鐵路改建工程局預估，如果有了恆春支線，從高雄新左營站搭自強號到恆春，大約是90分鐘，再搭公車約15分鐘可到墾丁；在2013年，時任交通部部長葉匡時表示，2014年將進行臺鐵恆春支線可行性研究。
2015年，鐵路改建工程局完成台鐵恆春支線可行性計畫期末報告，全線採非電化單線模式，新建7個車站及1個號誌站，其中海口站、車城站位於本鄉境內。預估2018年環評通過，將花兩年取得用地，2024年施工完成，2025年啟用。

### 公共自行車YouBike2.0
YouBike2.0系統於2023年2月1日正式營運，截至2024年1月17日於車城鄉內設置2處站點。

## 觀光休閒

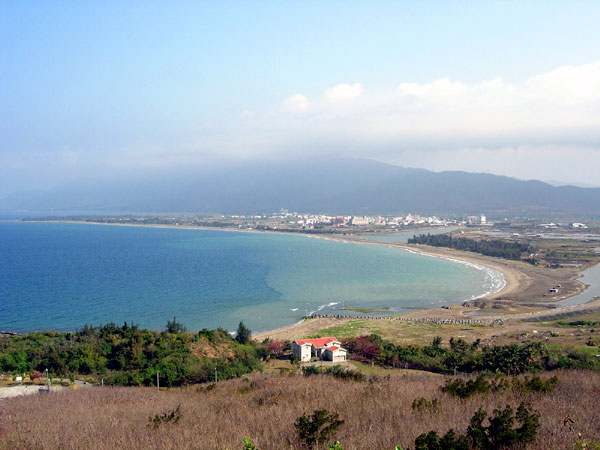
從墾丁國家公園範圍內的龜山公園向北瞭望射寮一帶沙灘

墾丁國家公園是中華民國政府設立的第一座國家公園，位於恆春半島最南端，範圍包括跨越恆春、滿州、車城三鄉鎮的部份地區。車城鄉的國家公園範圍在鄉境西南端，其內部的主要景點有國立海洋生物博物館及恆春西海岸景觀道路。
國立海洋生物博物館，位於車城鄉西南端的後灣村，地處墾丁國家公園西北角龜山山麓的臨海地區，是以海洋生物為主題的大型博物館，占地約有96.81公頃。館內分為三大區段：台灣水域、珊瑚王國、世界水域，另有教學中心，水族實驗中心等。
保力林場位於保力村竹社路，為國立屏東科技大學所轄之實習林場，面積共約291.74公頃。保力林場位處山區，竹社溪及石板坑溪流經其間，在林場辦公大樓前匯流成保力溪。林場內的植被以熱帶植物為主，因高溫、強風之影響，樹形普遍較為矮小。林場主要種植相思樹，近年來亦陸續引進一些珍貴樹種，如象牙樹、烏心石、毛柿等。林場內常可見到野生動物穿梭其間，例如牛背鷺、樹鵲、紅嘴黑鵯、灰面鷲、人面蜘蛛、茶斑蛇、青蛇……等。除此之外，保力林場的木炭窯亦為難得一見的傳統工藝設施。
四重溪溫泉位於溫泉村四重溪聚落，依地質分類屬於沉積岩溫泉。泉質屬鹼性碳酸氫鈉泉，潔淨無味，含豐富的礦物質。日治時期開發，因昭和天皇胞弟高松宮宣仁親王夫婦來此度蜜月而聲名大譟。與北投溫泉、草山溫泉（陽明山溫泉）、關子嶺溫泉並列為日治時期「台灣四大名泉」。

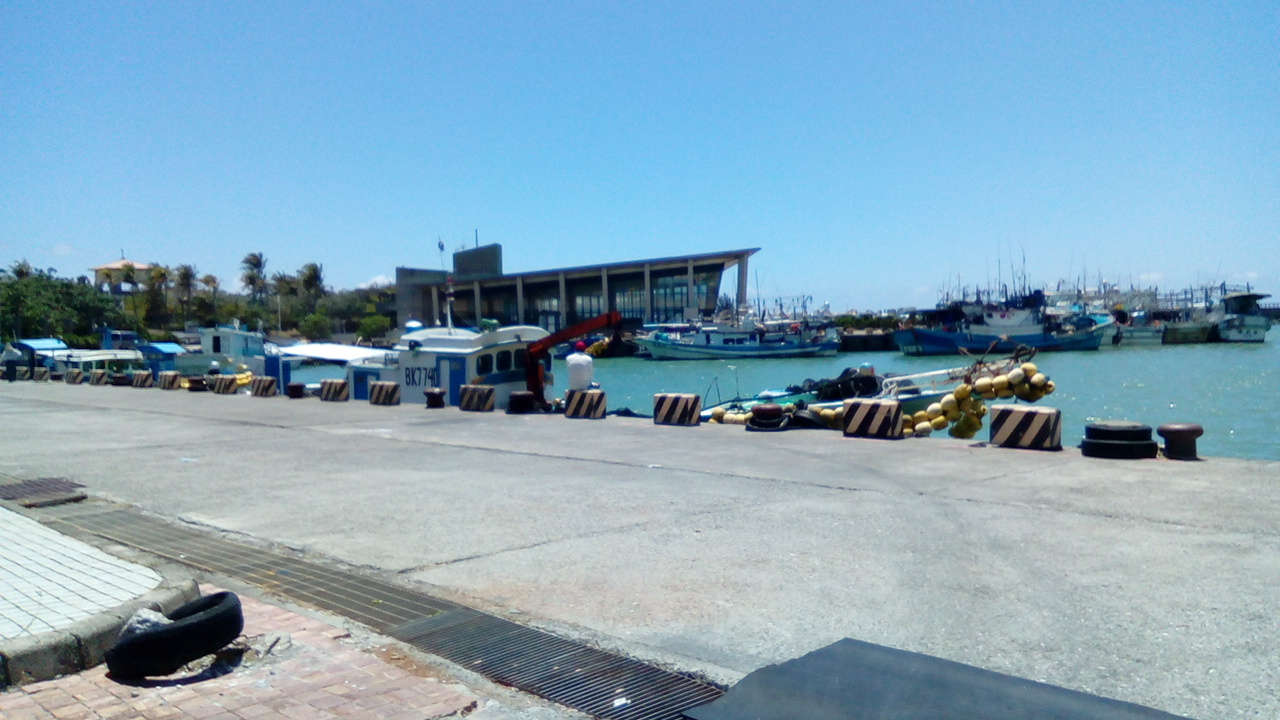
車城海口港

海口港位於海口村海口聚落，地理位置屬恆春縱谷平原的最北端，也是海洋、平原與山地的交會處。海口港原本只是一個小漁港，因臨近昔日的「海口沙漠」景觀而聞名。近年來由屏東縣政府規劃整建，轉型成為觀光漁港，並作為高屏「海上藍色公路」的終點站。經此可航往小琉球及高雄鳯鼻頭港。海上藍色公路首航典禮後雖尚未對外營運，但因週邊設施完善，假日仍有遊客前來遊憩。

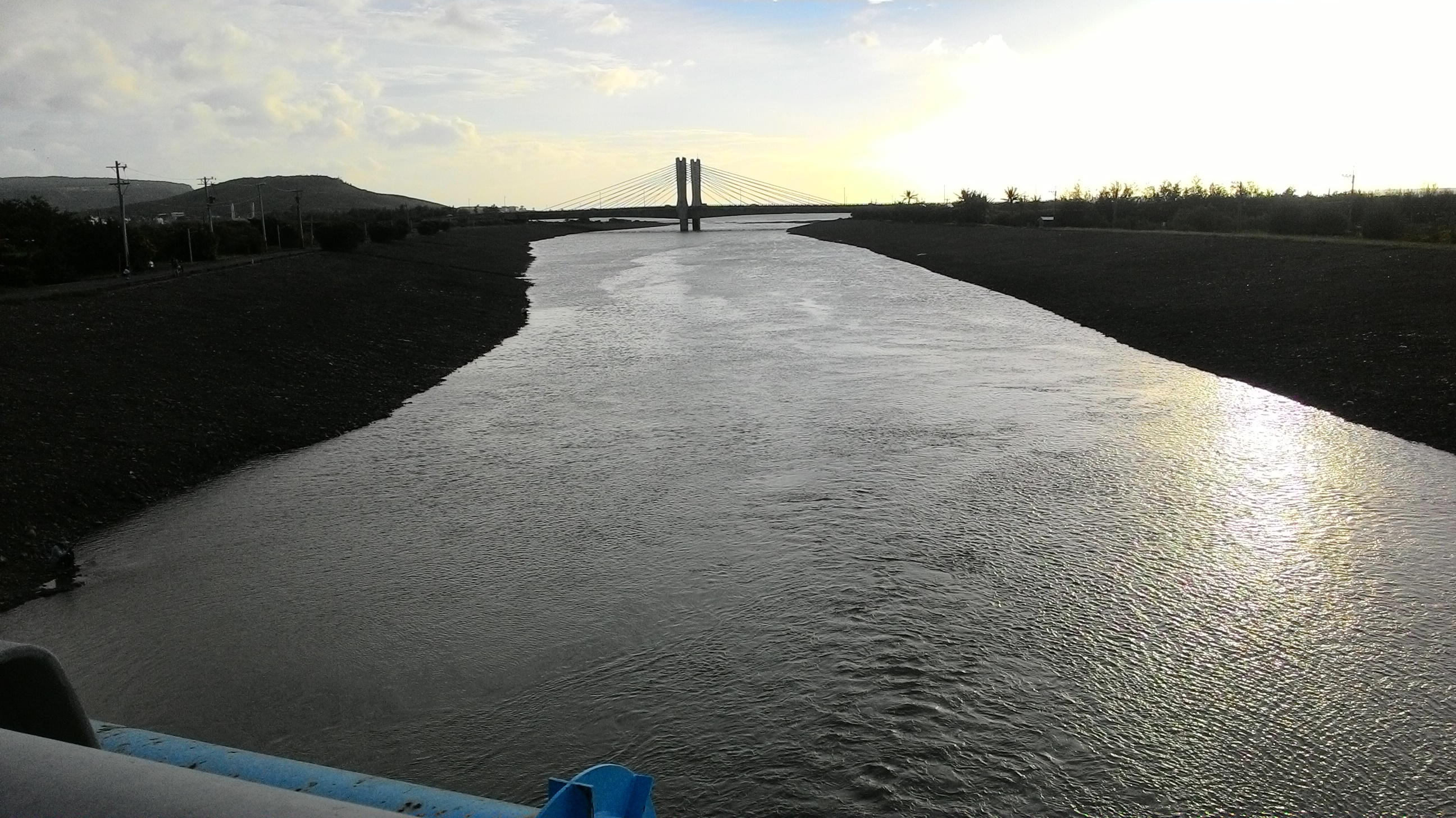
福安大橋

## 特產
- 洋蔥
- 皮蛋
- 鹹蛋
- 四重溪溫泉蛋
- 西瓜
- 火龍果
- 紅仁鴨蛋
- 綠豆蒜

## 外部連結
- 車城鄉公所 （页面存档备份，存于）